# 岐の神
岐の神（クナド、くなど、くなと -のかみ）とは、古より牛馬守護の神、豊穣の神としてはもとより、禊、魔除け、厄除け、道中安全の神として信仰されている。日本の民間信仰において、疫病・災害などをもたらす悪神・悪霊が聚落に入るのを防ぐとされる神である。また、久那土はくなぐ、即ち交合・婚姻を意味するものという説もある。
別名、久那土神、久那止神、久那戸神、久那斗神、車戸神、来名戸祖神、岐神、衝立船戸神、車戸大明神、久那度神、クナド大神、クナトの神、クナト大神、熊野大神、久刀。

## 概要
「くなど」は「来な処」すなわち「きてはならない所」の意味。もとは、道の分岐点、峠、あるいは村境などで、外からの外敵や悪霊の侵入をふせぐ神である。
道祖神の原型の１つとされる。読みをふなと、ふなど -のかみともされるのは、「フ」の音が「ク」の音と互いに転じやすいためとする説がある。以下のように、意味から転じた読みが多い。岐（ちまた、巷、衢とも書く）または辻（つじ）におわすとの意味で、巷の神（ちまたのかみ）または辻の神（つじのかみ）、峠の神、みちのかみとも言う。また、障害や災難から村人を防ぐとの意味で、さえ、さい -のかみ（障の神、塞の神）、さらに「塞ぐ」の意味から転じて幸の神、生殖の神、縁結びの神、手向けの神の意味を併せるところもある。
神話では、『古事記』の神産みの段において、黄泉から帰還したイザナギが禊をする際、脱ぎ捨てた褌から道俣神（ちまたのかみ）が化生したとしている。この神は、『日本書紀』や『古語拾遺』ではサルタヒコと同神としている。また、『古事記伝』では『延喜式』「道饗祭祝詞（みちあえのまつりのりと）」の八衢比古（やちまたひこ）、八衢比売（やちまたひめ）と同神であるとしている。
『日本書紀』では、黄泉津平坂（よもつひらさか）で、イザナミから逃げるイザナギが「これ以上は来るな」と言って投げた杖から来名戸祖神（くなとのさえのかみ）が化生したとしている。これは『古事記』では、最初に投げた杖から化生した神を衝立船戸神（つきたつふなどのかみ）としている。
なお、道祖神は道教から由来した庚申信仰と習合して青面金剛が置かれ、「かのえさる」を転じて神道の猿田彦神とも習合した。
さらに、同祖神は仏教とも習合しており、祇園精舎と薬師如来の守り神であった山王神(仏教的には大威徳明王)が、庚申の日に生まれたことから、庚申講や庚申塚などの風習が奈良時代までは大流行していた。(その経緯は『平家物語』に詳しい)
ちなみに猿田彦を祀る石碑には「日の丸」が彫られるが、山王神を祀る庚申塚には梵語が掘られており、同一神の神道的な解釈と仏教的な解釈の違いとみられる。
治安が安定してくる平安後期以降は、往来に置かれた道祖神は道標（みちしるべ）としての役割を持つようになる。仏教の説く六道輪廻の概念から生じた末法思想を背景に、六道に迷った衆生を救う地蔵菩薩信仰が民間で盛んとなり六地蔵が置かれるようにもなった。
また、宮城県塩竈市に鎮座する鹽竈神社の別宮に祀られている塩土老翁神は、江戸時代には岐神と同一の神であるとされたことがある（詳しくはシオツチオジの項を参照されたい）。